# Le Cabinet de Méphistophélès
Le Cabinet de Méphistophélès je francouzský němý film z roku 1897. Režisérem je Georges Méliès (1861–1938). Film byl volně inspirován legendou o Faustovi.
Film je považován za první filmové zpracování Fausta a za první Mélièsův film s vícenásobnou expozicí. Film je považován za ztracený.

## Děj
Mefistofeles se přestrojí na starého, vrásčitého a shrbeného muže a čeká ve své laboratoři. Když k němu přijdou zákazníci, začne je děsit svými schopnostmi. K velké úlevě zákazníků Mefistofeles skončí uvězněn ve své vlastní kleci.